# 세스베테
세스베테(Sesvete)는 크로아티아의 수도 자그레브시를 구성하는 17개 구 중 하나로 자그레브에서 동쪽으로 12km 떨어진 곳에 위치해 있다. 총 인구는 2021년 기준 70,800명으로 자그레브시에서 가장 인구가 많은 지역이자 165.3km²의 넓이로 가장 면적이 큰 지역이다.